# Ononis adenotricha
Ononis adenotricha är en ärtväxtart som beskrevs av Pierre Edmond Boissier. Ononis adenotricha ingår i släktet puktörnen, och familjen ärtväxter. Inga underarter finns listade i Catalogue of Life.